# Pink-collar worker
 (juin 2017).
Si vous disposez d'ouvrages ou d'articles de référence ou si vous connaissez des sites web de qualité traitant du thème abordé ici, merci de compléter l'article en donnant les références utiles à sa vérifiabilité et en les liant à la section « Notes et références ».

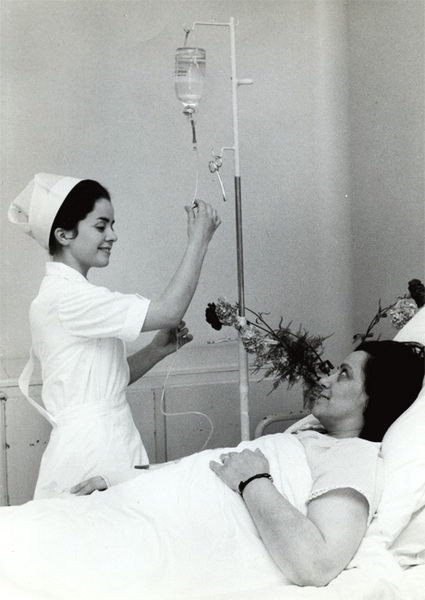
Infirmière, exemple de pink-collar.

Le concept de pink-collar worker, que l'on peut traduire par « employée à col rose » désigne une partie de la main-d’œuvre féminine.
Les métiers définis comme pink-collar sont des métiers traditionnellement réservés aux femmes (selon les critères du début du XXe siècle) qui se déroulent dans un environnement relativement propre et calme. Le terme a été formé par analogie au col bleu (blue collar – métiers de type manuels) et col blanc (white collar – professions libérales ou métiers administratifs).

## Emploi féminin
Pink-collar était utilisé pour distinguer ces métiers et ses travailleuses des white collar car la fonction de ces femmes étaient perçues comme nécessitant moins de compétences et ne donnant pas accès à une paie ou un prestige égal au white collar.
Dans la plupart des industries et métiers, comme dans la plupart des cultures, la main d’œuvre féminine est généralement moins bien payée et est limitée dans ses opportunités d’avancement. Ce qui était vrai pendant la révolution industrielle lorsque les femmes furent embauchées dans les usines de blue collar ; dans les hôpitaux, où leur rôle était limité auparavant à celui d’infirmières et dans le secteur éducatif où le statut de professeur entraînait un certain prestige. Ce schéma se poursuivit quand les femmes commencèrent à être recrutées en nombre dans les bureaux au début du XXe siècle. 

## Activité féminine et salariat
Plusieurs facteurs entrent en ligne de compte dans l’augmentation du nombre des pink-collar workers.  D’abord et c’est le plus important, les femmes des pays industrialisés ont commencé à tendre vers l’indépendance financière vis-à-vis des hommes. Ensuite, souvent rejetées du monde des blue et white collar par manque de force physique ou des dangers inhérents aux métiers, beaucoup de femmes ont trouvé le moyen d’employer leurs connaissances domestiques dans leur travail. Cependant en dépit de l’augmentation du taux de femmes actives, les femmes mariées sont restées la seconde source de revenus du foyer des années cinquante jusqu’aux années soixante-dix.
La meilleure santé des pays industriels signifie que plus d’argent est utilisé dans des services dispensés par les pink-collar workers.  En effet, le nombre de postes à pourvoir dans le secteur a augmenté rapidement et de plus en plus de femmes sont entrées dans la vie active. 

## Évolution du cloisonnement sexiste
Durant le XXe siècle, avec des hauts et des bas et des différences entre les pays, on peut constater qu’il y a de moins en moins de cloisonnement entre les métiers hommes – femmes. Une des grandes victoires de la seconde vague de féminisme fut la destruction de ce cloisonnement, par exemple en 1972, le New York Times change son système de petites annonces de recrutement. Il n’y a plus deux catégories, une pour les métiers réservés aux hommes et une pour les femmes mais une qui regroupe les deux. De plus en plus, les femmes se voient offrir la possibilité d’accéder aux métiers des white collar.
C’est pendant cette période que le salaire des pink-collar augmenta ainsi que les perspectives d’avancement. Bien sûr, certains travaux restent encore considérés comme réservés aux femmes et sont généralement appelés pink-collar work.  

## Métiers
Les métiers désignés sous l'appellation Pink-collar  :
- Serveuse
- Fleuriste
- Infirmière ou aide-soignante
- Secrétaire
- Réceptionniste
- Professeur particulier
- Garde d'enfant ou assistante maternelle
- Femme de ménage
- Gouvernante
- Métiers de la beauté
- Autres métiers de l’industrie